# Malesherbia angustisecta
Malesherbia angustisecta är en passionsblomsväxtart som beskrevs av Hermann August Theodor Harms. Malesherbia angustisecta ingår i släktet Malesherbia och familjen passionsblomsväxter. Inga underarter finns listade i Catalogue of Life.